# خاس نرم
خاس نرم (نام علمی: Ilex glabra) نام یک گونه از سرده خاس است.